# Lengtegraad

Lengtegraden

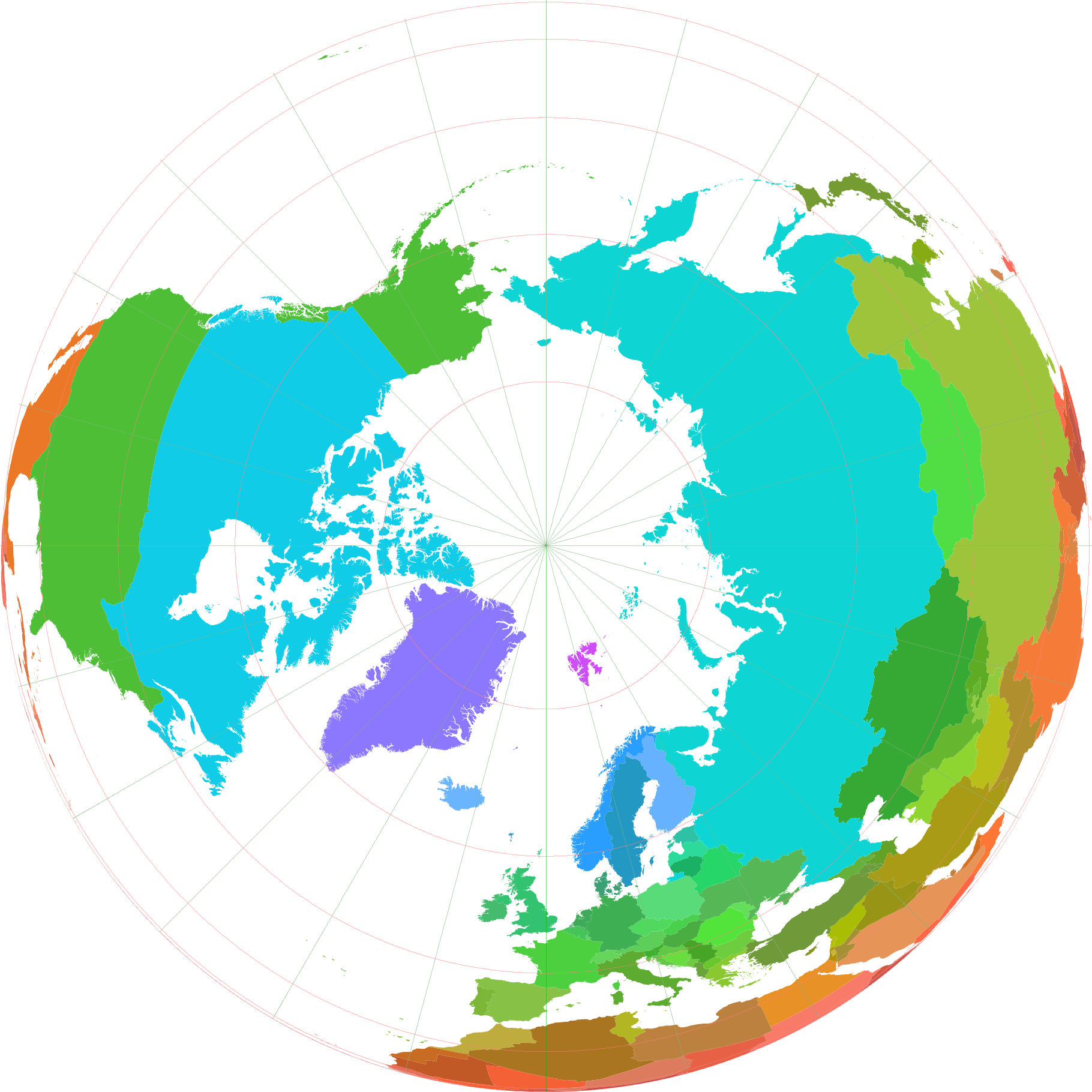
Kaart van de wereld gezien vanaf recht boven de Noordpool

De geografische lengte, lengtegraad of longitude van een punt op aarde is de hoek tussen het meridiaanvlak van dat punt en het meridiaanvlak van de nulmeridiaan, meestal de meridiaan van Greenwich. Een meridiaanvlak is een doorsnede van de aarde door de polen, haaks op de evenaar. Alle punten met een gelijke lengtegraad vormen samen een halve ellips die meridiaan wordt genoemd. Samen met de breedtegraad kan elk punt op aarde eenduidig worden aangeduid met behulp van een geodetisch coördinatensysteem.
Voor de coördinaten op aarde varieert de lengtegraad van 0° tot 180°, met de toevoeging O.L. voor oosterlengte, ten oosten van de nulmeridiaan, op het oostelijk halfrond of W.L. voor westerlengte, ten westen van de nulmeridiaan, op het westelijk halfrond. Wanneer een teken wordt toegekend, wordt oosterlengte meestal als een positieve waarde en westerlengte als een negatieve waarde weergegeven. Doortellen van 0° tot 360° komt ook voor.
De meridianen, lijnen van gelijke lengtegraad, lopen recht, uiteenlopend vanaf de Noordpool naar het zuiden, tot zij op de Zuidpool weer bij elkaar komen. Een doorsnede van de aarde langs een van de meridianen en de meridiaan daar 180° tegenover wordt een meridiaanvlak genoemd.

## Opmeten van de aarde
Afhankelijk van de toepassing kan het handig zijn om gebruik te maken van een stelsel van rechte lijnen in de richtingen noord-zuid en oost-west. Op een bolvorm als de aarde betekent dit dat de grootste cirkel over het oppervlak de evenaar is en de breedtecirkels naar de polen toe steeds kleiner worden. Haaks daarop staan de meridianen, die naar de polen toe steeds dichter bij elkaar komen. Beide grootheden worden aangeduid in booggraden, aangeduid met °. De breedtecirkels tellen alle 360°, ongeacht hun grootte. De lengtegraden, of meridianen, tellen elk 180°, en met hun spiegelbeeld aan de andere kant van de planeet dus weer 360°. Een graad telt 60 boogminuten, een minuut 60 boogseconden. Daar waar verwarring dreigt met de tijdseenheden met dezelfde naam, wordt het voorvoegsel 'boog' gebruikt: boogminuten en boogseconden, maar meestal moet het uit de context blijken.
De 360° die de omtrek rond de aardbol meet, worden uitgezet door vanaf de nulmeridiaan in beide richtingen tot en met 180° te tellen. Deze tellingen komen op de 180e graad weer bij elkaar en zodoende is de aardbol in twee helften verdeeld, westelijk en oostelijk halfrond. Er is één  nulmeridiaan en één 180°-lijn. Van de andere lengtegraden zijn er altijd twee, naar het westen aangeduid met westerlengte W.L. en naar het oosten met oosterlengte O.L.
Amsterdam ligt op 4 graden en 53 minuten ten oosten van de nulmeridiaan, op 4° 53' OL, Brussel ligt iets minder ver naar het oosten, op 4° 21' 17" OL of 4 graden, 21 minuten en 17 seconden. Een verschil in (kilo)meters is met deze methode lastig aan te geven, daar de lengtegraden naar de polen toe steeds dichter bij elkaar komen. Zo is de onderlinge afstand van twee boogminuten op de evenaar, niet toevallig, een zeemijl, of 1852 meter, en precies op de Noordpool is zij nul.
Samen met de breedtegraden, die vanaf de evenaar geteld worden, in dezelfde eenheden, komt men tot een stelsel van geografische coördinaten, die als men de afplatting van de aarde verwaarloost als bolcoördinaten geïnterpreteerd kunnen worden. Al wordt de voor de hoogte uiteraard niet de afstand tot het middelpunt van de aarde gebruikt zoals bij bolcoördinaten.

## Lengtebepaling
Het vaststellen van de breedtegraad is relatief eenvoudig. Dit kan bij onbewolkte hemel door het waarnemen van de hoogte van de zon of andere hemellichamen ten opzichte van de horizon, bijvoorbeeld met een sextant. Als de Poolster wordt gebruikt, dan komt de breedte vrijwel overeen met de gemeten hoogte. Bij andere hemellichamen moet gebruik worden gemaakt van een nautische almanak en als de meting niet plaatsvindt tijdens de culminatie is ook tijdmeting noodzakelijk.
Om de geografische lengte te bepalen is tijdmeting altijd noodzakelijk en daarmee werd dit pas goed mogelijk toen in de achttiende eeuw voldoende nauwkeurige klokken beschikbaar kwamen. Staat de klok slechts twee seconden verkeerd, dan levert dat in de tropen al een afwijking van bijna een kilometer op. Per etmaal draait de aarde eenmaal om haar as, zodat kan worden gesteld dat per 15° (360/24) één uur verstrijkt. Andersom geldt dat indien tussen twee plaatsen een uur tijdsverschil wordt gemeten, deze dus 15° uit elkaar moeten liggen.
Men was vanaf de Griekse oudheid in staat om op zee aan de hand van de stand van de sterren de positie te bepalen. In later eeuwen produceerden astronomen nauwkeurige tabellen van voorspelbare verschijnselen aan de hemel, efemeriden, waarmee een redelijke schatting van de lengtegraad kon worden gemaakt. Vooral de loop van de manen van Jupiter kon als een betrouwbaar uurwerk worden gebruikt. Voor de scheepvaart was deze methode echter niet precies genoeg, met rampzalige gevolgen.
Na één zo'n ramp bij de Scilly-eilanden in 1707 schreef het Britse parlement een prijsvraag uit, die als doel had het probleem van de lengtebepaling eens en voor altijd op te lossen. Het was de uitvinder John Harrison die in de loop van de achttiende eeuw de scheepschronometer uitvond, waarmee dit doel werd bereikt. Sindsdien hadden schepen twee klokken aan boord. De ene werd dagelijks als de zon op haar hoogste punt stond aan de plaatselijke tijd aangepast. De andere gaf de tijd in Greenwich aan, waar de sterrenwacht de basis was van de meridiaan van Greenwich, die als nullijn op alle Britse (zee)kaarten was vermeld. Door het verschil tussen beide klokken af te lezen, kon zeer nauwkeurig de lengte worden uitgerekend.
Voor al deze metingen is bewolking natuurlijk een spelbreker. Reeds in Handelingen 27:20 wordt beschreven dat navigatie onmogelijk was doordat zon noch sterren te zien waren.
Tegenwoordig kunnen de lengte en breedte eenvoudig met een gps-ontvanger worden vastgesteld.

## Verwante begrippen
- Een noord-zuid georiënteerde grootcirkel wordt gevormd door een meridiaan en haar spiegelbeeld aan de andere kant van de aarde. Cirkel is wat verwarrend, omdat de aarde aan de polen is afgeplat. Daarom is haar omtrek over de polen geen cirkel, maar een ellips. De aarde is op de evenaar wel rond en die omtrek is ook een grootcirkel.
- De internationale datumgrens is gebaseerd op de 180°-lijn ten opzichte van de meridiaan van Greenwich. De datumgrens loopt om politieke en economische redenen niet overal exact langs de meridiaan van 180° ten opzichte van de meridiaan van Greenwich.

## Trivia
- In het pak van Sjaalman staat een artikel over de lengtebepaling op zee. Droogstoppel begrijpt niet dat de geografische lengte wordt bedoeld en veronderstelt dat alles op zee even lang is als op het land.